# Rohatina monstrosa
Rohatina monstrosa är en stekelart som beskrevs av Boucek 1954. Rohatina monstrosa ingår i släktet Rohatina och familjen puppglanssteklar.
Artens utbredningsområde är:
- Tjeckien.
- Slovakien.
- Spanien.
- Sverige.
- Kroatien.

Arten är reproducerande i Sverige. Inga underarter finns listade i Catalogue of Life.